# Вилијам Голдинг
Вилијам Џералд Голдинг (енгл. William Golding; Њуквеј, 19. септембар 1911 — Перанарвортал, 19. јун 1993), био је британски романописац, песник и добитник Нобелове награде за књижевност 1983. године. Најпознатији је по свом роману Господар мува. Добитник је и награде Booker Prize из 1980. године за књижевност.
Голдинг је добио титулу витеза 1988. године. Он је био члан Краљевског књижевног дружтва. Године 2008, часопис Тајмс је рангирао Голдинг на треће место њиховог списка „Педесет највећих британских писаца од 1945”. Брасенос колеџ из Оксфорда има истраживачке позиције именоване у његову част у области уметности, хуманистичких и друштвених наука.

## Биографија

### Младост
Вилијам Голдинг је рођен у кући своје баке по мајци, на адреси Маунтвајз 47, Сент Колумб Мајнор, у Њуквеју, у Корнвалу, гдје је у дјетињству провео многе празнике. Одрастао је у породичној кући у Молбороу, у Вилтширу, гдје је његов отац радио као магистар наука у гимназији (од 1905. године до пензионисања). Алек Голдинг, отац младог Вилијама, био је социјалиста са јаком посвећеношћу научном рационализму. Млади Вилијам Голдинг и његов брат Џозеф су похађали школу у којој је предавао њихов отац. Њихова мајка, Милдред, одржавала је кућу на адреси Грин бр 29, у Молбороу, и давала подршку борцима за давање права гласа женама. Године 1930, Голдинг се уписао на Универзитет у Оксфорду, Колеџ Брејсноз, гдје је током двије године пратио предавања из природних наука, да би се на крају пребацио на енглеску књижевност. Дипломирао је у љето 1934. године, а нешто касније исте године у Лондону је изашла његова прва књига, Пјесме.
Голдинг је био активан као борац за животињска права.

### Брак и породица
Голдинг је био верен за Моли Еванс, жену из Марлбороа, коју су волела оба његова родитеља. Међутим, раскинуо је веридбу и оженио се са Ен Брукфилд, аналитичком хемичарком, 30. септембра 1939. Они су имали двоје деце, Дејвида (рођеног септембра 1940) и Џудит (рођене јула 1945).

### Учествовање у рату
Током Другог свјетског рата, Голдинг се борио у Краљевској морнарици, а за кратко је учествовао и у потјери и потапању најмоћнијег њемачког ратног брода, Бизмарка. Учествовао је и у искрцавању у Нормандији, командујући бродом који је испаљивао салве ракета на плаже, а затим и у поморској акцији код Валхерена у којој су потопљена 10 од 27 пловила.

### „Криза”
Голдинг је имао проблематичан однос са алкохолом; Џуди Карвер примећује да је њен отац био „увек веома отворен, иако жалостан, у погледу проблема са пићем“. Голдинг сугерише да га је његова самоописана „криза“, у којој је алкохолизам играо главну улогу, мучила целог живота. Џон Кери у својој биографији помиње неколико случајева опијања, укључујући Голдингово искуство 1963; док је био на одмору у Грчкој (када је требало да заврши свој роман The Spire), након што је радио на свом писању ујутру, одлазио би у своју омиљену „кафану“ да пије у подне. До вечери би прешао на узо и бренди; он је стекао репутацију локалног „изазивања експлозија“.
Нажалост, коначно објављивање The Spire следеће године није помогло Голдинговој борби са алкохолом; то је имаоло управо супротан ефекат, са заједљиво негативним критикама о роману у BBC радио емисији које су озбиљно утицале на њега. Након објављивања Пирамиде 1967. године, Голдинг је доживео озбиљну ауторску блокаду: резултат безбројних криза (породичне анксиозности, несанице и општег осећаја потиштености). Голдинг је на крају постао неспособан да се носи са оним што је сматрао интензивном реалношћу свог живота, а да претходно није попио велике количине алкохола. Тим Кендал сугерише да се ова искуства манифестују у Голдинговом писању као лик Вилфа у Људима од папира; „остарели романописац чија су путовања оптерећена алкохолом широм Европе финансирана континуираним успехом његове прве књиге“.
До краја 1960-их, Голдинг се ослањао на алкохол – који је називао „старим, старим анодином“. Његови први кораци ка опоравку произашли су из његовог проучавања списа Карла Јунга, а у оном што је назвао „пријем у учеништво“ он је отпутовао у Швајцарску 1971. да лично види Јунгове пејзаже. Исте године је почео да води дневник у који је бележио и тумачио своје снове; последњи запис је из дана пре његове смрти, 1993. године, а том том делу је до тада било на хиљаде страница.
Криза је неизбежно утицала на Голдингов рад, а његов следећи роман, Видљива тама, биће објављен дванаест година после Пирамиде; далеко од плодног аутора који је написао шест романа за тринаест година од почетка своје каријере. Али, упркос томе, степен Голдинговог опоравка је очигледан из чињенице да је ово био само први од шест даљих романа које је Голдинг завршио пре своје смрти.

### Дело
Роман који је Голдингу донео светску славу, Господар мува, најпре је одбијен од стране 21 издавача пре него што га је објавио Faber & Faber. Ово дело се често пореди са Дефоовим романом Робинсон Крусо. Међутим, оно је настало као "одговор" на дечији роман Р. М. Балентајна Корално острво: Прича о Тихом океану (The Coral Island: A Tale of the Pacific Ocean). Обе књиге имају исти заплет и имена два лика, али ту се њихове сличности завршавају.

### Смрт
Године 1985. Голдинг и његова супруга су се преселили у Перанавортал, близу Трура, у Корнвалу, гдје је након осам година умро од срчаног удара, 19. јуна 1993. године. Покопан је на сеоском гробљу у Баверчоку, у Јужном Вилтширу (у близини границе округа Хемпшир и Дорсет). За собом је оставио нацрт за роман Питија, чија радња се дешава у античком Делфију, а који је објављен постхумно.

## Битнија дјела
- Песме (1934)
- Господар мува (1954)
- Наследници (1955)
- (1956)
- (позоришни комад) (1958)
- (1959)
- (1964)
- (есеји) (1965)
- Пирамида (1967)
- Шкорпионски бог (1971)
- Видљива тама (1979)
- Покретан мета (есеји) (1982)
- (1984)
- (1985)
- Ка крајевима Земље (трилогија)
  -  (1980)
  -  (1987)
  -  (1989)
- Питија (постхумно) (1996)